# Nolay (Soria)
Nolay ist ein Dorf und eine Gemeinde (municipio) mit nur 48 Einwohnern (Stand: 2024) in der nordspanischen Provinz Soria in der Autonomen Gemeinschaft Kastilien-León.

## Lage
Der Ort Nolay liegt gut 52 km (Fahrtstrecke) südöstlich der Provinzhauptstadt Soria bzw. ca. 20 km östlich der Kleinstadt Almazán in einer Höhe von ca. 1075 m ü. d. M. Das Klima im Winter ist kühl, im Sommer dagegen durchaus warm; die eher geringen Niederschläge (ca. 535 mm/Jahr) fallen – mit Ausnahme der eher regenarmen Sommermonate – verteilt übers ganze Jahr.

## Bevölkerungsentwicklung
| Jahr      | 1900 | 1950 | 2000 | 2016 |
| Einwohner | 252  | 246  | 95   | 56   |

Der deutliche Bevölkerungsrückgang im 20. Jahrhundert ist im Wesentlichen auf die Mechanisierung der Landwirtschaft und den damit einhergehenden Verlust an Arbeitsplätzen zurückzuführen.

## Wirtschaft
In der Antike und im Frühmittelalter wurde das hochgelegene und deshalb nahezu immergrüne Gebiet in den Sommermonaten von Wanderhirten mit ihren Ziegen- und Schafherden aufgesucht. Im Mittelalter siedelten sich auch Kleinhändler, Handwerker und Dienstleister aller Art in der hauptsächlich agrarisch geprägten und sich weitgehend selbst versorgenden Landgemeinde an. Seit den 1970er Jahren entwickelte sich der Tourismus in Form der Vermietung von Ferienhäusern (casas rurales) zu einer wichtigen Einnahmequelle.

## Geschichte
Aus antiker und frühmittelalterlicher Zeit sind keine Nachrichten bekannt. Im Jahr 1098 wurde die Gegend unter Alfons VI. von León (reg. 1065–1109) für die Christen zurückerobert (reconquista), doch war es Alfons I. von Aragón, der im Jahr 1128 – im Rahmen von Gebietsansprüchen auf Teile Kastiliens – den Anstoß zur Wiederbesiedlung (repoblación) und Befestigung des Ortes gab. Bis zum im Jahr 1375 in Almazán geschlossenen Friedensvertrag zwischen Peter IV. von Aragon und Heinrich II. von Kastilien blieb der Ort zwischen den beiden Königreichen umstritten.

## Sehenswürdigkeiten

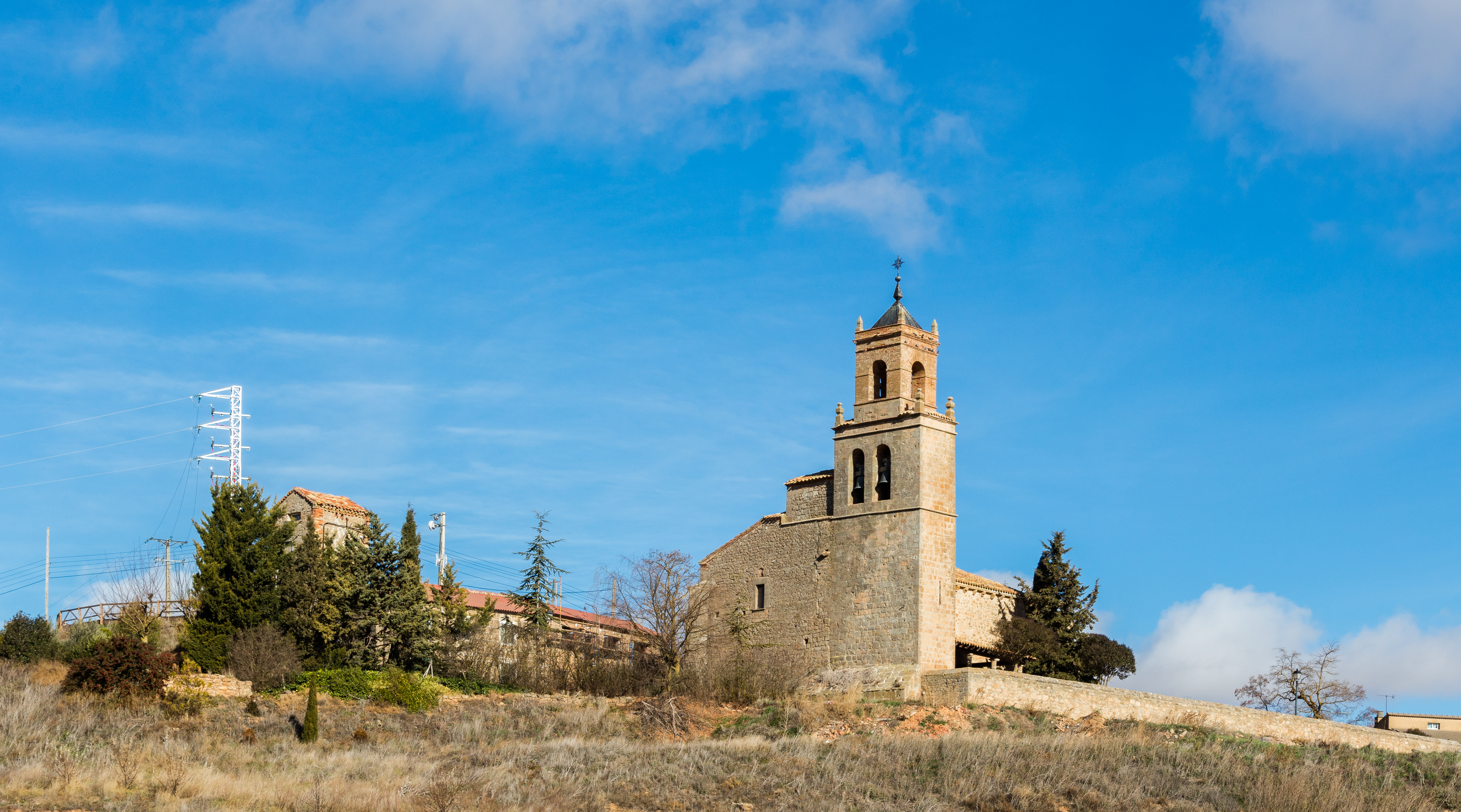
Kirche San Clemente

- Wichtigstes Bauwerk des Ortes ist die größtenteils romanische Kirche San Clemente, deren Glockenturm jedoch erst im 16. Jahrhundert angebaut wurde. Die aus exakt behauenen Steinen errichtete Apsis und das aus Bruchsteinen errichtete Kirchenschiff sind eher schmucklos gehalten; das durch einen Vorbau (portico) geschützte Rundbogenportal zeigt zwei eingestellte Säulen, auf welchen die äußere Archivolte aufruht.[5]
- Das am Ortsrand befindliche Waschhaus (lavadero) entstand im 19. Jahrhundert.